# Ladislav Smoljak

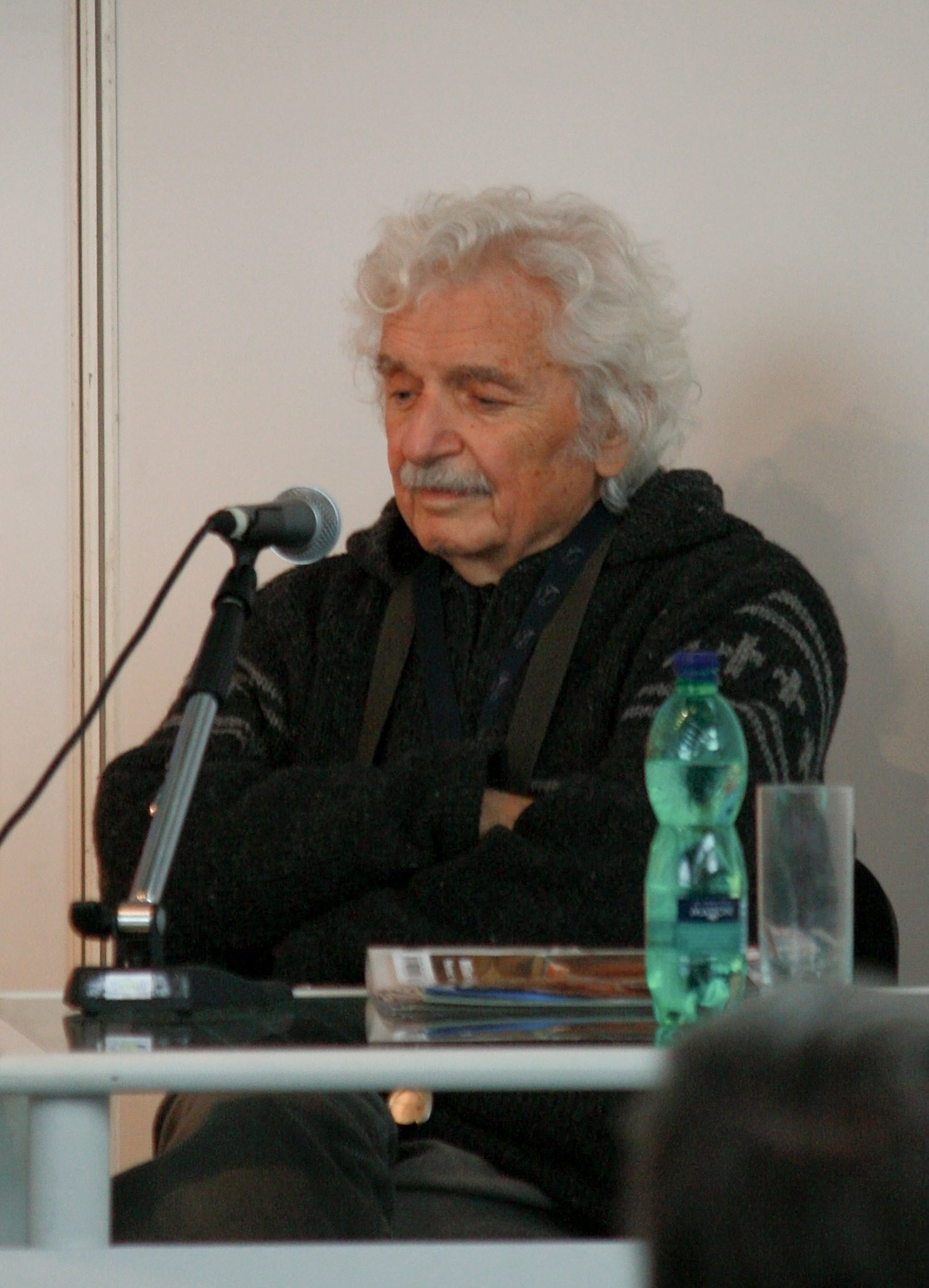
Ladislav Smoljak.

Ladislav Smoljak, född 9 december 1931 i Prag, Tjeckoslovakien, död 2010 i Kladno, Tjeckien, var en tjeckisk regissör för film och teater, manusförfattare och skådespelare. Han samarbetade nära med regissören och skådespelaren Zdeněk Svěrák som han också bildade Jára Cimrman-teatern tillsammans med.
Han var utbildad i matematik och fysik och arbetade under 1950-talet och 1960-talet vid olika tjeckiska lärosäten, sedermera som professor. På 1970-talet och 1980-talet regisserade han och skrev manus till ett antal filmer, ofta komedier.

## Filmografi, urval
- 1974 – Jáchyme, hod ho do stroje!
- 1976 – Sommarstället
- 1976 – Marecku, podejte mi pero!
- 1981 – Vrchní, prchni!
- 1981 – Trhák
- 1983 – Jára Cimrman lezící, spící
- 1985 – Rozpustený a vypustený
- 1988 – Nejistá sezóna
- 1994 – Akumulátor 1
- 1996 – Kolya